# Repnik
Repnik är ett samhälle i Bosnien och Hercegovina. Det ligger i den centrala delen av landet, 60 km norr om huvudstaden Sarajevo. Repnik ligger 399 meter över havet och antalet invånare är 2 394.
Terrängen runt Repnik är kuperad. Närmaste större samhälle är Banovići, 2,6 km norr om Repnik.
I omgivningarna runt Repnik växer i huvudsak blandskog. Runt Repnik är det ganska tätbefolkat, med 93 invånare per kvadratkilometer.